# Boxer (biancheria intima)

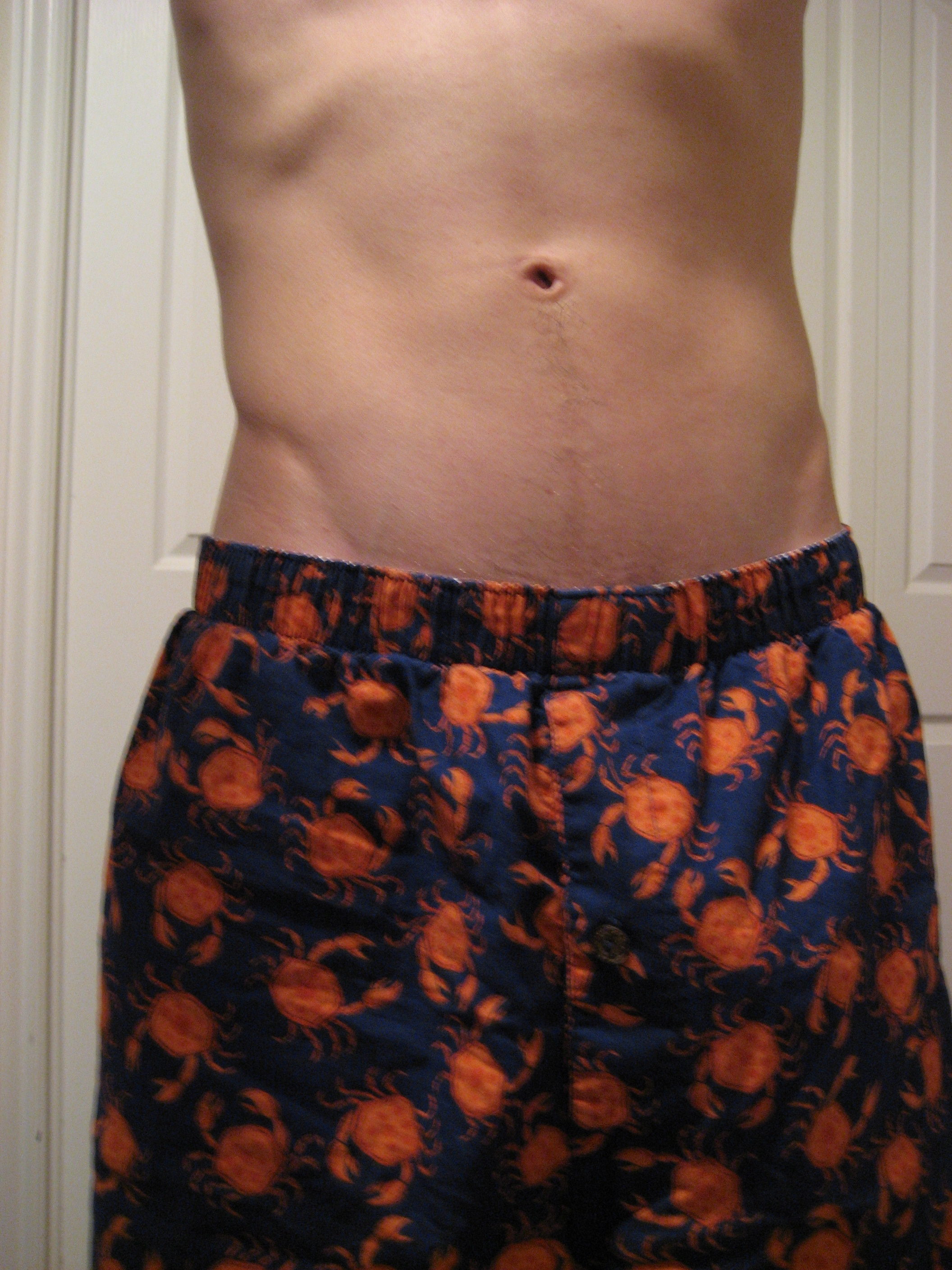
Un uomo in boxer shorts

I boxer sono un indumento di biancheria intima maschile, simili nella forma ai pantaloncini dei pugili (in inglese boxer), da cui prendono il nome.

## Storia
L'utilizzo dei boxer come indumento da biancheria intima si diffuse dopo il 1925 quando Jacob Golomb, fondatore della Everlast, ideò dei pantaloncini sorretti da un elastico per sostituire quelli sorretti da una cinghia di cuoio utilizzati all'epoca dai pugili. Questi pantaloncini, conosciuti come "boxer trunks", divennero subito famosi ma vennero in seguito sorpassati in popolarità dagli slip. Intorno al 1947 vi fu di nuovo una certa diffusione ma gli slip riacquistarono subito terreno.
Nel 1975, una pubblicità per boxer creò una leggenda metropolitana. Nel catalogo autunno/inverno Sears furono mostrate le immagini in bianco e nero di due modelli che indossavano, rispettivamente, uno slip e un paio di boxer. Nel modello che indossava i boxer sembrava visibile una parte dei suoi genitali. Subito il caso causò scalpore. Tuttavia, i responsabili della Sears dichiararono che si trattava di un difetto di stampa e lo stesso annuncio ricomparve a colori in un catalogo più tardi, nel quale non erano più visibili i genitali. Nonostante la pubblicità, Sears non ha diffuso l'immagine a colori per permettere al pubblico di smentire la leggenda metropolitana che restò nella cultura popolare. 
Una vera esplosione di popolarità dei boxer si ebbe negli anni ottanta quando Nick Kamen apparì in un famoso spot pubblicitario della Levi Strauss indossandone un paio. 
Negli anni novanta ha cominciato a diffondersi un modello intermedio tra i precedenti, aderente alla vita e alla coscia, chiamato boxer brief. 
Nonostante gli slip siano venduti in maggiore quantità rispetto ai boxer, i giovani in genere preferiscono questi ultimi soprattutto per poterli esibire creando l'effetto sagging. Restano tuttavia forti preferenze regionali e generazionali.
Intorno al 2005 i marchi Olaf Benz e Manstore  hanno proposto una sorta di hot-boxer chiamato "Apropo", esso si caratterizza per essere estremamente corto, come quasi uno slip, facendo scoprire la parte inferiore delle natiche e mettendole in evidenza grazie ad un elastico, cucito internamente nella parte dietro, che si insinua tra di esse. 
Molte firme producono dei boxer con un grande elastico in vita recante il nome della marca dei boxer e anche i jeans sono perlopiù a vita bassa. 
Possiamo suddividere in linea di massima i boxer in due categorie: boxer shorts e boxer briefs.

## Boxer shorts

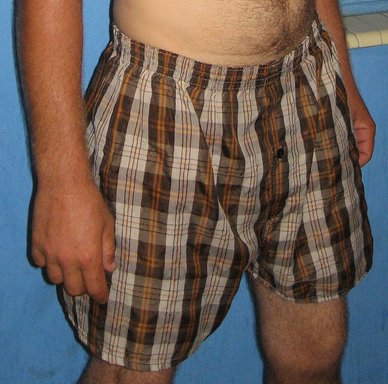
Un uomo in boxer shorts

Sono i più simili agli originali boxer indossati dai pugili ideati da Jacob Golomb.
Molti boxer shorts hanno un'apertura sul davanti, che può essere chiusa con cerniere, bottoni, fermagli oppure lasciata aperta, nel caso i due lembi di tessuto combacino.
Molto spesso, per non legare i movimenti dal momento che il tessuto utilizzato solitamente non è elastico, l'indumento è reso largo grazie all'abbondanza di stoffa collocata nella parte posteriore.
I tessuti con i quali i boxer shorts sono solitamente fabbricati sono seta, spandex, cotone e poliestere. 
I boxer shorts sono presenti sul mercato in molti colori e varianti per andare incontro alle preferenze personali di ciascuno. È possibile trovarli infatti con fantasie geometriche, con righe verticali o in tinta unita, con colori decisi oppure tenui.
Tra i vari modelli, i più diffusi sono boxer shorts classici, la cui apertura sul davanti è chiudibile con un bottone o una cerniera metallica.
La tipologia chiamata gripper boxer hanno un elastico in vita e solitamente tre fermagli che consentono di aprire completamente l'apertura anteriore. 
I yoke front boxer sono simili ai precedenti ma non hanno l'elastico, poiché un cordino permette di stringere oppure allentare la vita. Tuttavia solitamente non è possibile chiudere l'apertura sul davanti. Questo tipo di boxer fu molto diffuso durante la seconda guerra mondiale, quando la gomma veniva utilizzata per scopi militari.
La maggior parte dei programmi televisivi preferisce mostrare uomini in boxer anziché altri tipi di biancheria intima, perché rappresentano il modello di intimo più accettabile socialmente.

## Boxer briefs

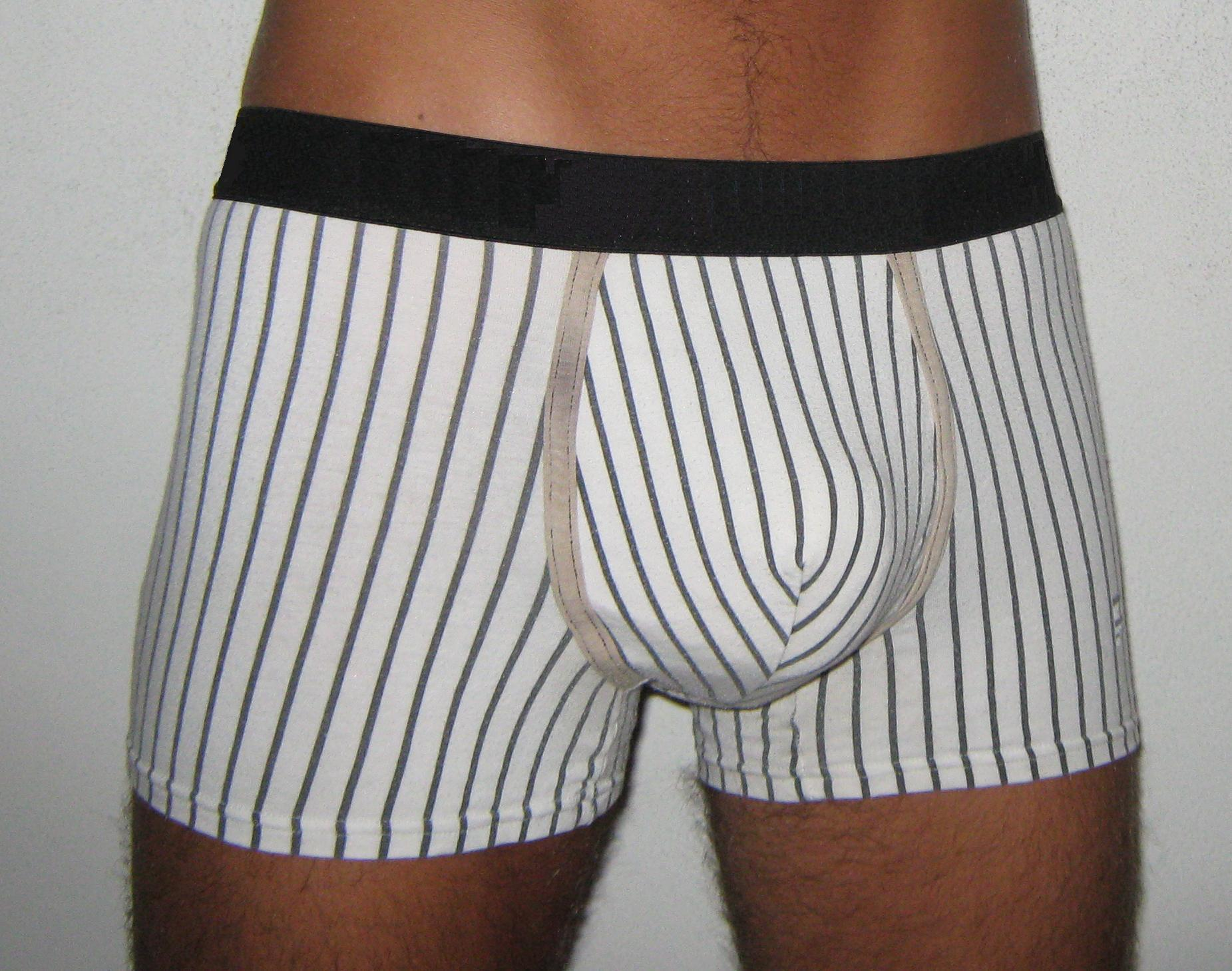
Un paio di boxer briefs

Sono una tipologia di boxer più attillati, una sorta di compromesso tra slip e boxer shorts. Si diffusero all'inizio degli anni novanta, anche con la pubblicità di Graham Lloyd. Sono molto popolari in Europa; la maggior parte dei giovani francesi, canadesi, italiani, inglesi, australiani preferisce i boxer briefs agli altri capi di bianchieria intima. Alcuni, infatti, ritengono che gli slip siano troppo costrittivi per gli organi genitali e i boxer shorts troppo larghi. In generale, si caratterizzano per la particolare sezione a tasca circondata da una cucitura destinata a contenere i genitali, creando un effetto che in slip e boxer shorts, spesso troppo larghi, non si ritrova. Indossati in vita, coprono una porzione di coscia. Esistono molti modelli, più o meno lunghi, con apertura o senza; solitamente viene evitata la cucitura centrale, ma possono tuttavia essere cuciti come i boxer shorts. I boxer briefs sono usati sia nello sport, in aggiunta al sospensorio o senza, sia nella vita di tutti i giorni. L'equivalente costume da bagno è chiamato parigamba, ma i boxer briefs possono anche essere indossati sotto i bermuda.